# Eldred Pottinger

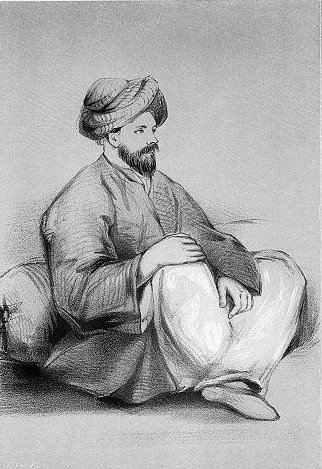
Eldred Pottinger nel 1840

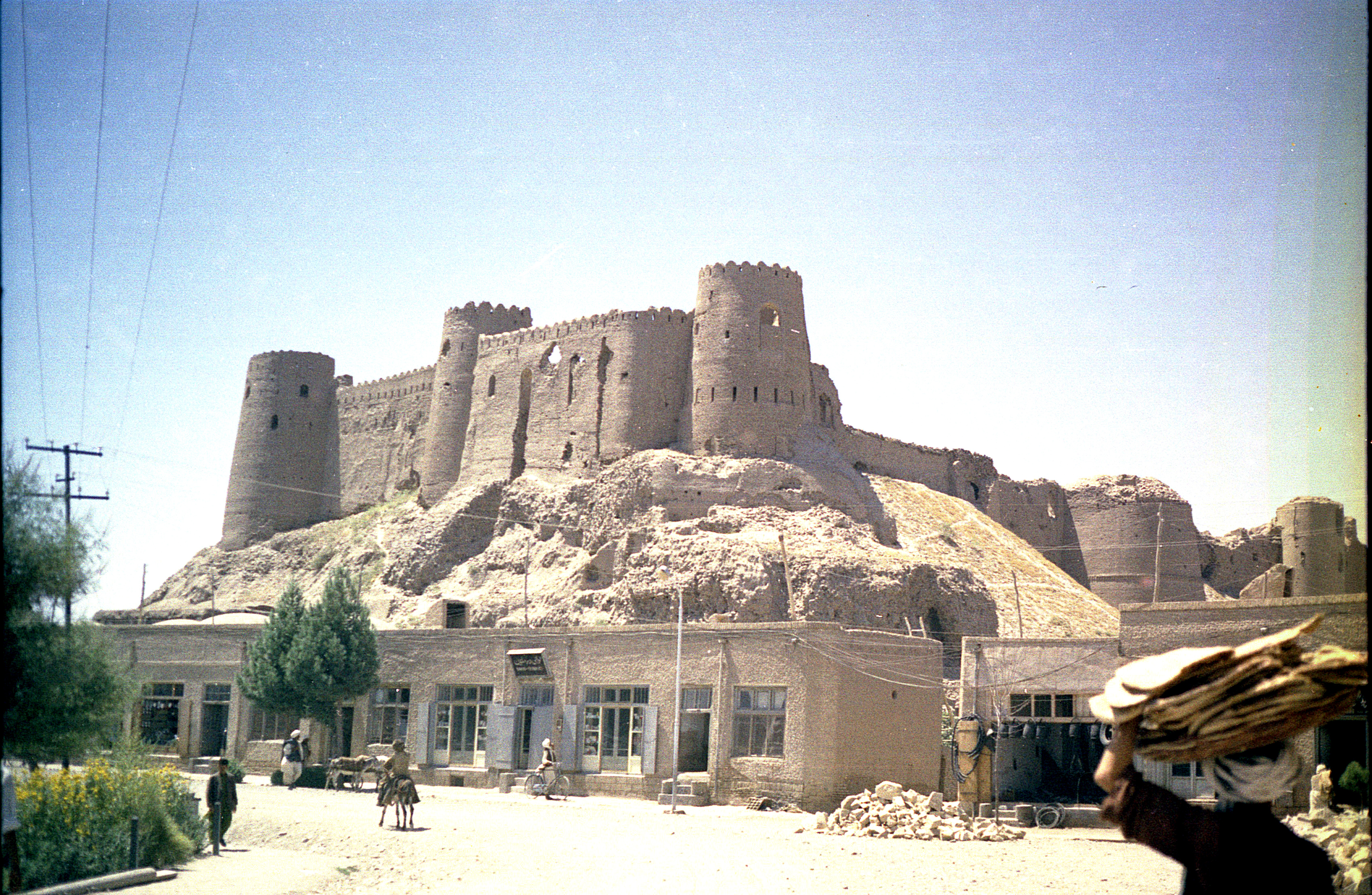
La cittadella di Herat

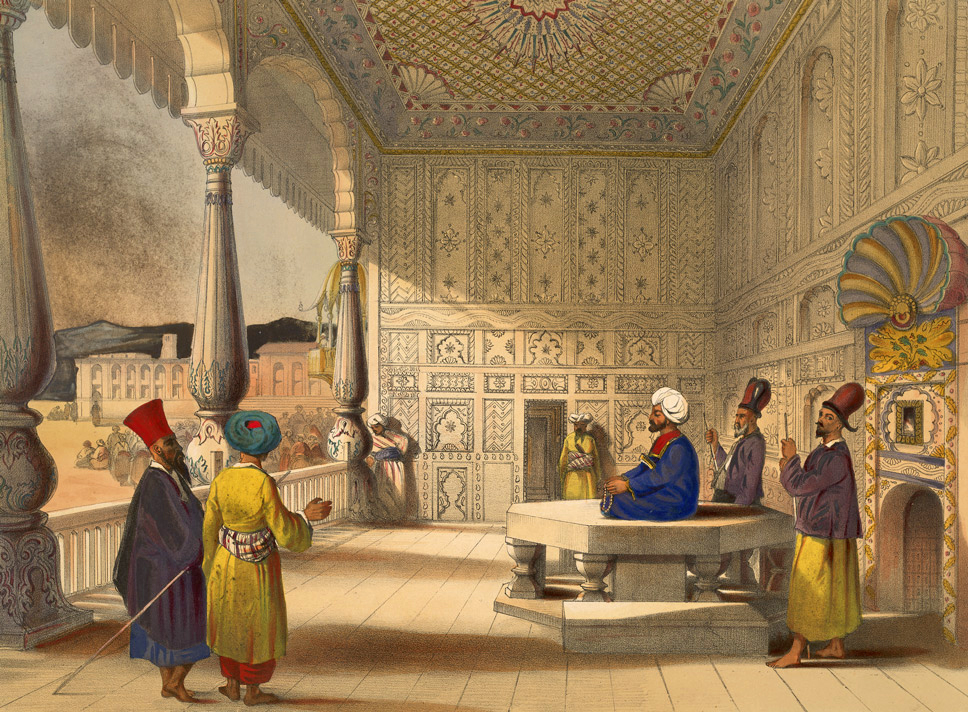
Il forte (Bala Hisar) di Kabul nel 1839 all'epoca dell'insediamento di Shujah Shah

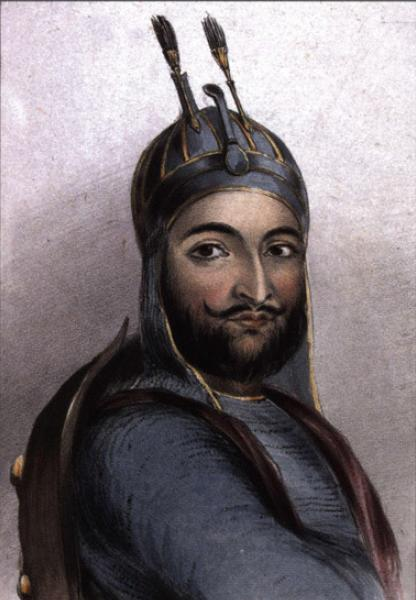
Mohammad Akbar Khan

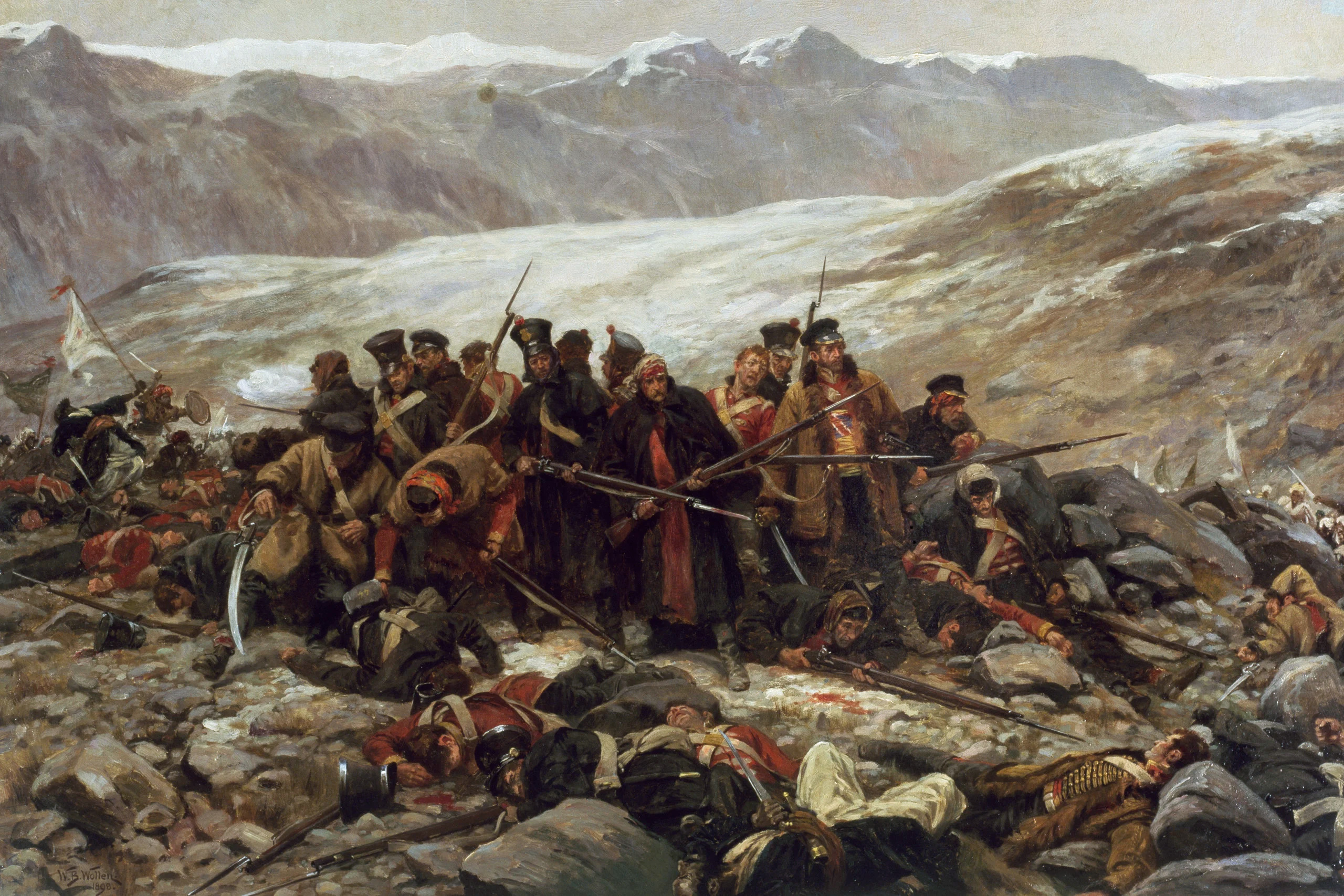
L'ultima disperata difesa del 44th Regiment of Foot a Gandamak

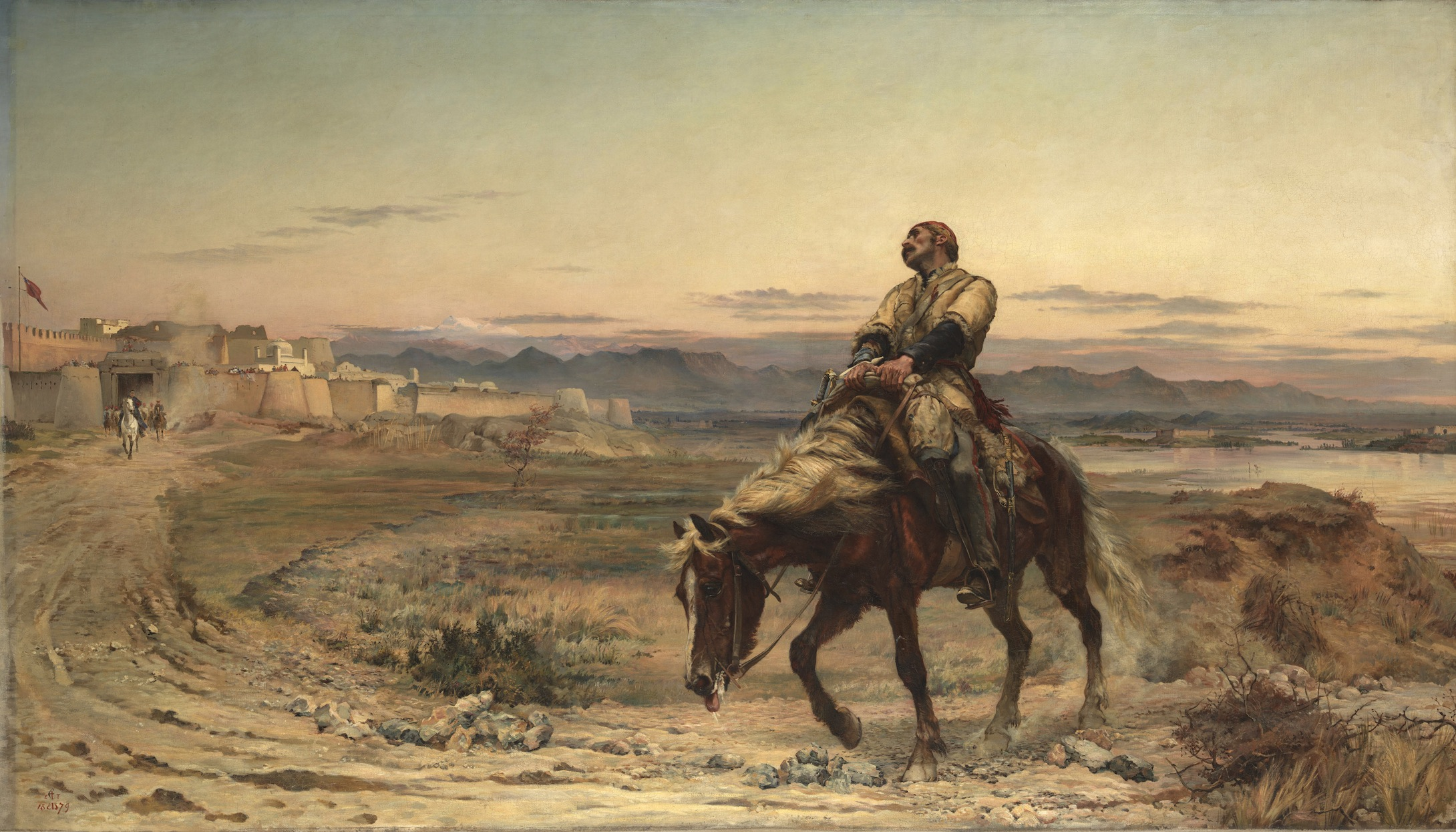
William Brydon arriva alle porte di Jalalabad

Eldred Pottinger (contea di Down, 12 agosto 1811 – Hong Kong, 15 novembre 1843) è stato un militare inglese, membro del servizio segreto britannico.

## Biografia
Figlio di Thomas Pottinger of Mountpottinger, frequentò l'accademia militare di Addiscombe (Londra). Nel 1827 entrò nella Bombay Artillery per passare, alcuni anni dopo, al servizio dell'ufficio politico della Compagnia delle Indie Orientali, alle dirette dipendenze dello zio, il colonnello Henry Pottinger (1789-1856), veterano del "Grande Gioco", così avviando una rapida e brillante carriera da ufficiale che gli consentì di conseguire il grado di maggiore.
Dopo alcune missioni a Peshawar e a Kabul, nell'agosto del 1837 fu inviato in ricognizione ad Herat, all'epoca feudo di Kamran Shah, giungendovi poco prima che lo scià di Persia, istigato dal conte Simonič, prendesse d'assedio la roccaforte afgana, per la cui difesa collaborò attivamente con il visir di Kamran, Yar Mohammed. Questi aveva dato alla difesa della città un andamento spietato, incoraggiando pratiche barbare come il taglio della testa dei nemici, che tuttavia causava lo sbandamento delle truppe afgane impegnate nelle sortite, la cui disciplina veniva meno non appena intravedevano la possibilità di dare la caccia a quei macabri trofei, e che era quindi avversato da Pottinger. Dopo una lunga fase in cui non riuscivano a sfondare le difese della città, alla fine di giugno del 1838 gli assedianti persiani sferrarono una grande offensiva facendo breccia in un punto dei bastioni della cittadella ove la battaglia divampò in modo sanguinoso e ove si segnalò Pottinger per l'eroismo con cui spronò i difensori riuscendo a capovolgere le sorti dello scontro che ad un certo punto sembrava segnato e cui lo stesso Yar Mohammed si stava rassegnando. L'impresa di Pottinger fu immortalata da un romanzo che all'epoca ebbe grande successo: L'eroe di Herat di Maud Diver. Nel frattempo gli inglesi avevano inviato nel campo persiano il colonnello Charles Stoddart che convinse lo scià a levare l'assedio e che acquisì importanti informazioni sul ruolo di istigatore assunto nella vicenda dal governo russo, che, incalzato da Lord Palmerston, fu costretto a sconfessare l'attività del conte Simonič, accusandolo - per salvare le apparenze - di aver esorbitato dai limiti delle istruzioni ricevute.
Il successo della missione ad Herat consentì a Pottinger di diventare maggiore e uno dei quattro assistenti di Sir William Macnaghten, capo della missione britannica a Kabul in occasione della prima guerra anglo-afghana, che era iniziata (1839) con la fuga del governante di Kabul, Dost Mohammed, inviso agli inglesi, e la sua sostituzione con Shujah Shah, che tuttavia fu presto osteggiato dalla popolazione locale. Mandato in missione presso le tribù a nord di Kabul (estate 1841) Pottinger si rese conto che si preparava un'insurrezione contro il governo filobritannico di Shujah Shah e lo comunicò a Macnaghten che tuttavia sottovalutò l'informazione insieme ad un altro protagonista del "Grande Gioco" presente a Kabul, sir Alexander Burnes.
Così, nell'autunno 1841, vuoi per il protrarsi dell'occupazione britannica, vuoi per la crisi economica afgana, vuoi infine per l'ira dei locali per le attenzioni eccessive che le truppe britanniche riservavano alle donne afgane, la situazione precipitò con l'esplosione violentissima della rivolta che coinvolse Pottinger, tornato nel frattempo a Kabul. Tutto cominciò il 2 novembre con l'assalto alla casa di Burnes, accusato di avere relazioni sentimentali con donne afgane anche sposate e fatto a pezzi insieme al fratello Charles da una turba inferocita. Sia il capo missione Macnaghten sia il comandante militare Elphinstone sottovalutarono la gravità della situazione venutasi a creare nella capitale afgana, scegliendo di lasciare le truppe accampate in accantonamenti distanti dal più difendibile Bala Hisar ove resisteva Shujah Shah e ove Pottinger riteneva necessario trasferirsi: così anche quest'ultimo fu ferito presso un avamposto degli accantonamenti ove era stato fatto rimanere. L'arrivo a Kabul del figlio di Dost Mohammed, Mohammed Akbar Khan, diede alla rivolta un capo che si segnalò per crudeltà e doppiezza, mancando ripetutamente alla parola data ai britannici e facendo massacrare a tradimento lo stesso Macnaghten nel corso della trattativa per la ritirata dall'Afganistan. Per questo Pottinger invitò il generale Elphinstone a diffidare delle promesse di Akbar e ad attaccarne subito le forze ancora abbastanza disunite, ma non riuscì a convincerlo.
Così il primo gennaio 1842 cominciò la tragica ritirata delle truppe e dei residenti britannici da Kabul, ben sedicimila persone, che, nonostante il contrario avviso di Pottinger, sfollarono dalla città convinti da Akbar che avrebbero potuto raggiungere l'India senza ulteriori attacchi: morirono quasi tutti sulla strada per Jalalabad, anche a causa del gelo perché fu disatteso un ulteriore consiglio di Pottinger, quello di munirsi dell'equipaggiamento necessario per fronteggiare i rigori dell'inverno afgano. La colonna, di cui faceva parte lo stesso Pottinger, fu continuamente bersagliata dagli agguati tesi dalle varie tribù appostate lungo il tragitto, i cui combattenti facevano uso dei micidiali jezail, caratteristici fucili a canna lunga. Di tanto in tanto Akbar si faceva vivo rassicurando Elphinstone che stava facendo tutto il possibile per tenere sotto controllo le tribù locali: vi fu, però, chi riferì di aver udito il capo afgano esortare i suoi combattenti a risparmiare gli inglesi in persiano, lingua conosciuta da alcuni di questi ultimi, e a massacrarli in pashtun, lingua parlata dagli afgani.
Alcuni morirono non lontano dalla salvezza, come i superstiti del 44th Regiment of Foot, massacrati presso il villaggio di Gandamak, a cinquanta chilometri da Jalalabad, la cui ultima difesa fu ritratta da William Barnes Wollen nel quadro qui a destra, The Last Stand of the 44th Regiment at Gundamuck; o come un gruppo di cavalieri britannici, attirati dalla promessa di cibo nel villaggio di Futtehabad, a venticinque chilometri da Jalalabad e ivi massacrati tutti salvo l'ufficiale medico William Brydon, il cui drammatico arrivo a Jalalabad fu immortalato in un famoso quadro di Elizabeth Butler, Remnants of an Army (1879), riprodotto qui a destra. Pottinger scampò miracolosamente al massacro. Nel corso della ritirata fu chiesto in ostaggio da Akbar e così fu tradotto nel campo afgano dove le condizioni di vita erano accettabili e comunque tali da consentigli di sopravvivere.
Ad agosto, ulteriormente trasferito insieme ad altri prigionieri presso la fortezza di Bamiyan, Pottinger riuscì a liberarsi corrompendo il comandante delle guardie afgane, prendendo quindi il controllo della fortezza e infine raggiungendo la spedizione britannica di salvataggio guidata da sir Richmond Shakespear. Divenne così anche "l'eroe di Kabul".
Tuttavia, alcuni mesi dopo questi fatti, a soli trentadue anni, morì a Hong Kong, ucciso dalla febbre.